# Free Birds
Free Birds o Turkeys (como título alternativo) (titulado Free Birds: Vaya pavos en España y Dos pavos en apuros en Hispanoamérica) es una película cómica de ciencia ficción y animación por ordenador estadounidense de 2013 siendo la primera producción de animación del grupo Reel FX Studios. El filme está dirigido por Jimmy Hayward y escrito por Scott Mosier, productor de la película.
Los personajes principales cuentan con las voces de Owen Wilson, Woody Harrelson y Amy Poehler mientras que los secundarios con George Takei, Colm Meaney, Keith David y Dan Fogler.

## Argumento
Reggie (Owen Wilson) es un pavo consciente del destino que les depara tanto a él como a sus compañeros de granja cuando se acerca el Día de Acción de Gracias. Sus intentos de avisar a los demás, aparte de ser vanos, provocan que sea aislado del grupo hasta que finalmente descubren que los granjeros se los llevan para ser servidos en el menú. En un intento desesperado por salvarse, expulsan a Reggie de la parcela en la que vive. Sin embargo se produce un giro inesperado que le lleva a ser indultado por el Presidente de los Estados Unidos (Jimmy Hayward) siendo llevado a Camp David. A partir de ese momento, Reggie empieza a llevar un estilo de vida sedentario en el que lo único que hace es comer pizzas y aficionarse a las telenovelas.
Posteriormente es secuestrado por Jake (Woody Harrelson), un pavo silvestre que dice ser miembro del Frente de Liberación de los Pavos y el cual le revela que "el Gran Pavo" le ha mandado una misión: viajar hasta el primer Día de Acción de Gracias y así eliminar todos los pavos del menú de una vez por todas. Para ello deben infiltrarse en una base secreta gubernamental donde tiene lugar un experimento relacionado con los viajes temporales. A pesar del obstáculo que suponen ser los oficiales y los intentos de Reggie por indicarle mal el camino hasta la salida, consiguen llegar hasta una máquina con forma de huevo cuyo nombre es S.T.E.V.E. (George Takei) que funciona con inteligencia artificial. Esta les lleva hasta 1621 a solo tres días del primer Acción de Gracias. Una vez allí, son emboscados por varios cazadores colonos al mando de Myles Standish (Colm Meaney) hasta que son rescatados por un grupo de pavos nativos liderados por Jefe Broadbeak (Keith David). Entre el grupo se encuentran Ranger (Jimmy Hayward), llamado a ser el "próximo macho alfa" y Jenny (Amy Poehler), por la que Reggie empieza a tener cierto interés romántico.
Broadbeak les explica que tras la llegada de los colonos se han visto forzados a vivir bajo tierra al vivir amenazados por el hombre, a los que son incapaces de hacer frente. A la mañana siguiente a Jake y Ranger les es encomendado espiar el fuerte de los colonos, en cuanto a Reggie y Jenny, deben retirar todas las trampas colocadas por los humanos, aunque de manera bastante accidental por parte de este último. Respecto a los machos, consiguen averiguar dónde se encuentra el suministro de armas con el propósito de destruirlas. Por otra parte, Standish pretende dar caza a Reggie y Jenny hasta que consiguen esconderse a bordo del S.T.E.V.E., el cual dispone de escudo invisible. Tras viajar al futuro, este le confiesa su amor y le pide que se quede con él donde no tendrá ninguna preocupación, sin embargo rechaza su ofrecimiento al tener una responsabilidad con los suyos. De vuelta al pasado, Jake diseña un plan para atacar el fuerte, pero Reggie, hastiado, amenaza con volver a su hogar (i. e. presente). Desesperado por persuadirle, le explica que la razón del viaje fue en realidad para subsanar un "error" que cometió en su infancia: mientras vivía con su madre escondida en una granja industrial donde los pavos eran alimentados de manera artificial, esta consiguió que escapara con sus tres huevos con la esperanza de que crecieran libres; sin embargo, falló en su propósito al no poder pasar la verja con los huevos para decepción de los demás. Mientras le explica lo sucedido le revela como un gran pavo se le apareció cual "imagen espectral" para decirle que continuase a pesar de todo. Reticente al principio, decide apuntarse al plan, el cual resulta ser un éxito gracias a la pólvora; sin embargo, Jake deja un rastro tras de sí que conduce a los cazadores hasta la guarida subterránea de los pavos con consecuencias nefastas para los pavos, cuya mayoría son capturados mientras que el resto consigue escapar tras sacrificarse Broadbeak. 
Con el fallecimiento de su padre, Jenny pasa a ser la lideresa del grupo y ordena a los demás que se preparen para asaltar el fuerte ante la llegada del día en el que los peregrinos darán comienzo a la festividad. Sin embargo, Reggie decide regresar al presente donde se encuentra con varios "yo" paralelos que le convencen de que tiene un papel importante que desempeñar. Inspirado por sus alter ego decide regresar a bordo del S.T.E.V.E. no sin antes pasar a recoger al repartidor de pizzas (Scott Mosier) y por el momento en el que el "pequeño" Jake ve a este como el "Gran Pavo". De vuelta con los demás, convence a los colonos y a los nativos de que la pizza es mucho mejor para el menú que los pavos en sí.
Tras salvar su especie, Jake decide volver con el S.T.E.V.E. en busca de nuevas aventuras, salvo Reggie que decide iniciar una nueva vida con Jennie y los demás. No obstante, vuelve a aparecer en los créditos finales para sorpresa de todos al verle con un pollo y un pato para explicarles lo que ha descubierto sobre el turducken.

## Reparto
| Actor (voz)      | Actor (voz España)               | Personaje(s)                                           |
| ---------------- | -------------------------------- | ------------------------------------------------------ |
| Owen Wilson      | Antonio Pagudo                   | Reggie/Gran Pavo                                       |
| Woody Harrelson  | Pablo Chiapella                  | Jake                                                   |
| Amy Poehler      | Eva Isanta                       | Jenny                                                  |
| George Takei     | Eduardo Bosch                    | S.T.E.V.E.                                             |
| Colm Meaney      | Jorge García Insúa               | Myles Standish                                         |
| Keith David      | Luis Mas                         | Jefe Pico Ancho                                        |
| Dan Fogler       | Carlos Kaniowsky                 | Gobernador Bradford                                    |
| Leslie Nicol     |                                  | Peregrina                                              |
| Jimmy Hayward    | Txema Moscoso Gabriel Jiménez    | Sr. Presidente Ranger Leatherbeak Oficiales de la base |
| Kaitlyn Maher    | Marina Pérez-Minguez             | Hija del Presidente                                    |
| Carlos Alazraqui | Ricardo Escobar                  | Amos                                                   |
| Josh Lawson      |                                  | Gus                                                    |
| Danny Carey      |                                  | Danny                                                  |
| Dwight Howard    |                                  | Pavo resfriado                                         |
| Carlos Ponce     | Juan Navarro Torrelló Luis Reina | Alejandro Narrador de telenovela                       |
| Robert Beltran   | Pedro Tena                       | Jefe Massasoit                                         |
| Scott Mosier     |                                  | Repartidor de pizzas                                   |

## Producción
El borrador inicial empezó en junio de 2009 bajo el título de Turkeys y en enero de 2011 dio comienzo la producción. El productor y animador John Kricfalusi estuvo trabajando en la fase inicial a la par que publicaba varios bocetos para el film en su blog. Reel FX y Granat Entertainment fundaron en 2010 la compañía Bedrock Studios, que posteriormente pasaría a llamarse Reel FX Animation Studios, para producir proyectos dirigidos hacia un público más generalista.
Ash Brannon estuvo llamado a dirigir la película, sin embargo la productora Relativity Media anunció en octubre de 2012 que financiaría y produciría el filme bajo la dirección de Jimmy Hayward.
En un principio el estreno estaba programado para el 14 de noviembre de 2014, pero fue adelantado al 1 de noviembre de 2013 debido al hueco que dejó el film Las aventuras de Peabody y Sherman, la cual fue estrenada con retraso.

## Recepción

### Críticas
La mayor parte de las críticas recibidas fueron negativas. Desde el sitio web Rotten Tomatoes obtuvo una valoración del 18% de un total de 76 reseñas y un índice de audiencia de 4,2 de 10. En cuanto a Metacritic, la valoración alcanzó un 38% de veintisiete comentarios.
Críticos de varios medios de prensa coincidieron en el "argumento pobre e incoherente", la "animación bidimensional de los personajes", y algunos "chistes infantiles y otros con segundas para el público al que iba dirigido principalmente. No obstante hubo alguna crítica favorable para los estudios Reel FX donde se valoró el esfuerzo del equipo en su primera película.
Michael Rechtshaffen de The Hollywood Reporter escribió una reseña dispar en la que comenta la premisa de los personajes aviares que viajan al pasado para "cambiar una tradición estival".

### Taquilla
La recaudación total en Estados Unidos ascendió a 55.750.480 dólares y 54.400.000 en el mercado internacional sumando un total de 110.150.480 dólares. El primer fin de semana alcanzó el cuarto puesto de la cartelera con 15.805.237 dólares por detrás de El juego de Ender, Jackass Presents: Bad Grandpa y Last Vegas. En la segunda subió un puesto y a partir de la tercera semana fue cayendo hasta el quinto con 5.363.208 dólares semanales.